# Ovidoencyrtus
Ovidoencyrtus is een geslacht van vliesvleugeligen uit de familie Encyrtidae. De wetenschappelijke naam van dit geslacht is voor het eerst geldig gepubliceerd in 1924 door Girault.

## Soorten
Het geslacht Ovidoencyrtus is monotypisch en omvat slechts de volgende soort:
- Ovidoencyrtus pallidipes Girault, 1924